# خاباروویتسه
خاباروویتسه (به چکی: Chabařovice) یک منطقهٔ مسکونی و شهرستان دارای شهرک سابقاً روستا در جمهوری چک است که در Ústí nad Labem District واقع شده‌است. خاباروویتسه ۲٬۳۸۱ نفر جمعیت دارد.